# Kamala Devi
Kamala Devi (8 de octubre de 1933 – 29 de noviembre de 2010) fue una actriz india y estadounidense, más conocida por sus papeles en la década de 1960 junto a su primer esposo, Chuck Connors.

## Primeros años
Nació en Bombay (actual Mumbai), en la India británica el 11 de octubre de 1933. Su madre, Elizabeth,  era descendiente de ingleses y galeses, y su padre, Chandumal Amesur, era un cirujano indio de cabeza y cuello.
En 1963, los padres de Devi vivían en Bombay, India.
Vivió en EE. UU. desde 1960, y se convirtió en ciudadana estadounidense tras residir en el país durante 6 años. Devi obtuvo la nacionalidad estadounidense el 2 de diciembre de 1966.

## Carrera
En 1958, Devi debutó en el cine en Harry Black, protagonizada por Stewart Granger. En 1962, interpretó en Geronimo el papel principal de Teela, la esposa del legendario jefe apache Gerónimo, interpretado por Chuck Connors.
En 1964, interpretó a la chica del harén y jinn Tezra en The Brass Bottle.

## Vida personal
Kamala conoció a Chuck Connors en el set de la película Geronimo, en la que ambos actuaron como pareja. Chuck Connors anunció la fecha del matrimonio a la prensa.
El 10 de abril de 1963 se casó con Chuck Connors, y se divorciaron en 1972.
En 2005 se casó con Maurie Beaumont, su tercer marido, que falleció en 2008.

## Muerte
Kamala Devi murió en el condado de Arlington, Virginia a los 77 años el 29 de noviembre de 2010.

## Filmografía y series de televisión
| Año       | Título                  | Papel            | Notas                          |
| --------- | ----------------------- | ---------------- | ------------------------------ |
| 1958      | Harry Black             | enfermera Somola |                                |
| 1960      | Tales of the Vikings    | Dara             |                                |
| 1961      | Aas Ka Panchhi          |                  |                                |
| 1962      | Geronimo                | Teela            | con Chuck Connors              |
| 1964      | The Rogues              | Glana Lupescu    |                                |
| 1964      | The Brass Bottle        | Tezra            |                                |
| 1964      | Arrest and Trial        | Sandra           |                                |
| 1964      | My Three Sons           | Siranee          |                                |
| 1965      | The Man from U.N.C.L.E. | Deirdre Purbhani |                                |
| 1965–1966 | Branded                 | Laurette Lansing | 3 episodios, con Chuck Connors |
| 1966      | I Spy                   | Felicitas        |                                |
| 1967      | Cowboy in Africa        | M'Koru           | con Chuck Connors              |
| 1967      | The Rat Patrol          | Sallah           |                                |